# Osobowicze
Osobowicze (biał. Асабовічы; ros. Особовичи) – wieś na Białorusi, w obwodzie brzeskim, w rejonie pińskim, w sielsowiecie Kałaurowicze, nad doliną Prypeci i przy granicy Rezerwatu Krajobrazowego Środkowa Prypeć.
Dawniej wieś i folwark. W dwudziestoleciu międzywojennym leżały w Polsce, w województwie poleskim, w powiecie pińskim, w gminie Lemieszewicze. 19 września 1939 na wysokości Osobowiczów dokonano samozatopienia należącego do Flotylli Rzecznej Marynarki Wojennej monitora ORP Wilno, którego wrak do dziś spoczywa na dnie Prypeci.
Po II wojnie światowej w granicach Związku Sowieckiego. Od 1991 w niepodległej Białorusi.
We wsi znajduje się cmentarz prawosławny z drewnianą kaplicą.